# 고도모노쿠니역 (미야자키현)
고도모노쿠니역(일본어: 子供の国駅)은 일본 미야자키현 미야자키시에 위치한 규슈 여객철도 니치난 선의 철도역이다. 단선 승강장 1면 1선의 구조를 갖춘 지상역이다.

## 이용 현황
| 승차 인원 추이 | 승차 인원 추이 |
| 연도           | 1일 평균       |
| -------------- | -------------- |
| 2002           | 66             |
| 2003           |                |
| 2004           | 48             |
| 2005           | 37             |
| 2006           | 36             |
| 2007           | 41             |
| 2008           | 37             |
| 2009           | 35             |
| 2010           | 41             |
| 2011           | 42             |
| 2012           | 42             |

## 역 주변
- 아오시마 해수욕장
- 아오시마 리조트 고도모노쿠니
- 아오시마 온센
- ANA 홀리데이 인 리조트 미야자키

## 역사
- 1923년 10월 22일 : 미야자키 철도가 아오시마온센역으로서 개업.
- 1939년 3월 21일 : 역명을 고도모노쿠니역으로 변경.
- 1943년 8월 24일 : 전시 총합에 의해 미야자키 철도가 미야자키 교통으로 변경.
- 1962년 7월 1일 : 미야자키 교통선의 역으로서 폐지되었다.
- 1963년 5월 8일 : 니치난 선의 역으로서 개업. (2대째)
- 1987년 4월 1일 : 일본국유철도 분할 민영화에 의해, 규슈 여객철도가 승계.

## 인접 역
| 니치난 선                    | 니치난 선               | 니치난 선            |
| ---------------------------- | ----------------------- | -------------------- |
| 운도코엔 미나미미야자키 방면 | ■ 쾌속 '니치난 마린 호' | 아오시마 시부시 방면 |
| 소산지 미나미미야자키 방면   | ■ 보통                  | 아오시마 시부시 방면 |